# 東北方面特科連隊
東北方面特科連隊（とうほくほうめんとっかれんたい、JGSDF North Eastern Army Field Artillery Regiment）とは、岩手県滝沢市の岩手駐屯地に連隊本部が駐屯する東北方面隊隷下の野戦特科部隊である。

## 概要
2020年（令和2年）3月の陸上自衛隊の部隊改編に伴い、第6特科連隊と第9特科連隊を廃止、統合して新編された。連隊本部、本部中隊、情報中隊、4個の特科大隊により編成され、第1特科大隊および第3特科大隊は郡山駐屯地に駐屯する。連隊長は1等陸佐（二）が充てられ、岩手駐屯地司令を兼務している。
31中期防では、26中期防から引き続く火砲定数の削減、第9師団の地域配備師団化、第6師団の機動師団化が盛り込まれた。このため、北部方面隊を除く各方面隊では野戦特科火力は方面隊直轄部隊として集約する方針となった。当部隊は廃止された第6特科連隊および第9特科連隊の人員、装備で編成された部隊であり、西部方面特科連隊、中部方面特科隊に続く、3個目（連隊編成では2個目）の方面隊直轄運用のFH-70装備部隊である。
なお、地対艦ミサイルなどを運用する東北方面特科隊とは別個運用とされていた。

## 沿革
- 2020年（令和02年）3月26日：第6特科連隊（郡山駐屯地）と第9特科連隊（岩手駐屯地）を廃止・統合し、岩手駐屯地において編成完結[1][2]。

1. 連隊本部、本部中隊、情報中隊、第2特科大隊および第4特科大隊が岩手駐屯地に新編され、連隊長が岩手駐屯地司令に職務指定[3]。
2. 第1特科大隊および第3特科大隊が郡山駐屯地に新編。

## 編成
特記ない限り岩手駐屯地所在。
- 東北方面特科連隊本部
- 東北方面特科連隊本部中隊「東北特-本」
- 情報中隊「東北特-情」
- 第1特科大隊（郡山駐屯地）
  - 第1特科大隊本部
  - 本部管理中隊「東北特-1-本」
  - 第1射撃中隊「東北特-1-1」
  - 第2射撃中隊「東北特-1-2」
- 第2特科大隊
  - 第2特科大隊本部
  - 本部管理中隊「東北特-2-本」
  - 第3射撃中隊「東北特-2-3」
  - 第4射撃中隊「東北特-2-4」
- 第3特科大隊（郡山駐屯地）
  - 第3特科大隊本部
  - 本部管理中隊「東北特-3-本」
  - 第5射撃中隊「東北特-3-5」
  - 第6射撃中隊「東北特-3-6」
- 第4特科大隊
  - 第4特科大隊本部
  - 本部管理中隊「東北特-4-本」
  - 第7射撃中隊「東北特-4-7」
  - 第8射撃中隊「東北特-4-8」
  - 第9射撃中隊「東北特-4-9」
- 岩手自動車教習所

## 整備支援部隊
- 東北方面後方支援隊第305特科直接支援中隊「305特直支」（岩手駐屯地）：2020年（令和2年）3月26日から
  - 郡山派遣隊（郡山駐屯地）：第2特科大隊、第4特科大隊を支援。

## 主要幹部
| 官職名                               | 階級    | 氏名     | 補職発令日     | 前職                 |
| ------------------------------------ | ------- | -------- | -------------- | -------------------- |
| 東北方面特科連隊長 兼 岩手駐屯地司令 | 1等陸佐 | 矢山善隆 | 2024年08月01日 | 第3師団司令部第3部長 |

| 代 | 氏名       | 在職期間                        | 前職                                      | 後職                             |
| -- | ---------- | ------------------------------- | ----------------------------------------- | -------------------------------- |
| 01 | 横田紀子   | 2020年03月26日 - 2020年08月24日 | 第9特科連隊長 兼 岩手駐屯地司令           | 陸上幕僚監部監理部総務課広報室長 |
| 02 | 香川賢士   | 2020年08月25日 - 2021年12月21日 | 陸上幕僚監部装備計画部装備計画課 企画班長 | 陸上幕僚監部人事教育部補任課長   |
| 03 | 川間信太郎 | 2021年12月22日 - 2023年07月31日 | 陸上自衛隊教育訓練研究本部勤務            | 自衛隊大分地方協力本部長         |
| 04 | 河内祐介   | 2023年08月01日 - 2024年07月31日 | 陸上幕僚監部指揮通信システム・情報部付    | 陸上幕僚監部防衛部勤務           |
| 05 | 矢山善隆   | 2024年08月01日 -                | 第3師団司令部第3部長                      |                                  |

## 主要装備
- 155mmりゅう弾砲 FH70
- 中砲けん引車
- 対砲レーダ装置 JTPS-P16
- 対迫レーダ装置 JMPQ-P13
- 1/2tトラック / 73式小型トラック
- 1 1/2tトラック / 73式中型トラック
- 3 1/2tトラック / 73式大型トラック
- 89式5.56mm小銃

## 警備隊区
- 本部中隊 - 岩手県盛岡市、滝沢市、紫波郡矢巾町
- 情報中隊 - 岩手県北上市、和賀郡西和賀町
- 第2特科大隊 - 岩手県奥州市、一関市、大船渡市、陸前高田市、気仙郡住田町、胆沢郡金ケ崎町、西磐井郡平泉町
- 第4特科大隊 - 岩手県久慈市、宮古市、岩手郡葛巻町、下閉伊郡（岩泉町、山田町、普代村、田野畑村）、九戸郡野田村
- 第1・第3特科大隊 - 福島県白河市、須賀川市、東白川郡（矢祭町、塙町、棚倉町、鮫川村）、石川郡（浅川町、古殿町、石川町、平田村、玉川村）、西白河郡（矢吹町、中島村、泉崎村、西郷村）、岩瀬郡（鏡石町、天栄村）、南会津郡（下郷町、南会津町、只見町、檜枝岐村、大沼郡（会津美里町、三島町、金山町、昭和村）（担任大隊不明）

岩手県警備隊区の出典
福島県警備隊区の出典